# Lac Gaspereau
Pour les articles homonymes, voir Sherbrooke (homonymie) et Lac Sherbrooke.
Le lac Gaspereau est un lac situé dans le comté de Kings en Nouvelle-Écosse au Canada.

## Géographie
Le lac Gaspereau couvre une superficie totale d’approximativement 22 km2. Le lac Gaspereau a une longueur de 12 kilomètres pour 7 kilomètres de large. Le lac renferme une cinquantaine d'îles et d'îlots. Le lac s'écoule par son principal émissaire la rivière Gaspereau.

## Histoire
Le lac fut dénommé lac Gaspereau ou Gasparot par les pêcheurs acadiens dès le XVIIe siècle à l'époque du peuplement de l'Acadie, en raison de l'abondance du poisson gaspareau que les Amérindiens de la Nation des Micmacs pêchaient en ce lieu.